# رزیدنت ایول: مأموریت شهر راکون
رزیدنت ایول: مأموریت شهر راکون (به انگلیسی: Resident Evil: Operation Raccoon City) یک بازی ویدئویی در سبک تیراندازی سوم شخص است که توسط شرکت کانادایی اسلنت سیکس گیمز و شرکت کپ‌کام در زمستان سال ۲۰۱۱ میلادی منتشر شده است. این بازی به عنوان یکی از نسخه‌های مجموعه بازی‌های رزیدنت ایول به‌شمار می‌رود که برای کنسول‌های پلی‌استیشن ۳، ایکس‌باکس ۳۶۰ و همچنین مایکروسافت ویندوز منتشر شد. کارگردانی این بازی برعهده اندرو سانتوس و آدام بالید و تهیه‌کنندگی آن برعهده ماساچیکا کاواتا است. کاواتا، تهیه‌کننده دو بازی رزیدنت ایول: مزدوران سه‌بعدی و رزیدنت ایول: افشاگری‌ها نیز بوده است.

## روند بازی
هرکدام از شخصیت‌های قابل انتخاب برای بازیباز، دارای ویژگی‌های مخصوص به خود اوست. برای نمونه، یکی از شخصیت‌ها از توانایی مخفی‌کاری سود می‌برد. این بازی در کنار حالت تک‌نفره برای بازی، دارای حالت چندنفره نیز هست که در آن ۴ نفر به شکل بازی تحت شبکه به انجام بازی می‌پردازند.

## داستان
داستان و مکان حاضر در این بازی، درجریان رخدادهای رزیدنت ایول ۲ و رزیدنت ایول ۳: نمسیس است. شهر راکون پس از انتشار ویروس تی در سطح شهر، دچار طغیان شده است. شهروندان به سرعت به ویروس تی مبتلا و به زامبی تبدیل می‌شوند. ویروس تی، درحقیقت یک سلاح بیولوژیکی بود که توسط شرکت آمبرلا ساخته شد. داستان بازی رزیدنت ایول: مأموریت شهر راکون، بازگویی مجددی از رخدادهای دو بازی اصلی (رزیدنت ایول ۲ و رزیدنت ایول ۳) است که دچار تغییراتی در داستان نسخه‌های اصلی نیز شده است.
بازیباز، کنترل یکی از شخصیت‌های گروه U.S.S را برعهده خواهد گرفت که پیش از این، چنین شخصیت‌هایی در نسخه‌های اصلی وجود نداشته‌اند. بازیباز همچنین می‌تواند، کنترل یکی از شخصیت‌های نیروهای ویژه ایالات متحده را برعهده بگیرد. مأموریت تیم U.S.S، پاکسازی آثار به‌جای مانده از شرکت آمبرلا درجریان طغیان شهر راکون است. این ماموریت‌ها شامل کشتن بازماندگانی از این طغیان است که برضد آمبرلا مدرکی در اختیار دارند.
در بازی مأموریت شهر راکون، شخصیت‌هایی هم حضور خواهند داشت که در سری‌های اصلی کارهای مهمی را انجام داده‌اند؛ مانند لیان اس. کندی که در نابود کردن هماورد اصلی بازی رزیدنت ایول ۲ نقشی مهم را ایفا کرد.

## بازتاب‌ها
ایده ساخت این بازی، برای نخستین بار در زمان عرضه بازی سیاره گمشده ۲ ایجاد شد. در مه سال ۲۰۱۱، مجله رسمی ایکس‌باکس با درج خبری از انتشار بازی در ۵ آوریل خبر داد که در تصویر این خبر، ماسک گازی در کنار نشان شرکت آمبرلا حضور داشت. در ۱ نوامبر ۲۰۱۰، کوتاکو خبری از شایعه ساخت بازی ماموریت شهر راکون توسط شرکت اسلنت سیکس، که پیش از این عناوینی مانند بازی «SOCOM» را در کارنامه خود داشت را بازگو کرد و اعلام کرد که کارگردانی بازی جدید ماموریت شهر راکون را برعهده خواهد داشت. اسلنت سیکس نیز در وبگاه خود از کار بر روی یک عنوان شگفت‌انگیز خبرداد.
در ۳۰ مارس ۲۰۱۱، پیش‌نمایشی از این بازی در اینترنت منتشر شد که در ان، لیان اس کندی نیز به چشم می‌خورد.
در مصاحبه‌ای که توسط وبگاه وان‌آپ از ماساچیکا کاواتا (تهیه‌کننده بازی) انجام شد؛ کاواتا، این بازی در مارس ۲۰۱۱، به میزان ۴۵٪ تکمیل خواهد شد. کاواتا در این مصاحبه از حضور بی.او. دبیلیوها جدید در این بازی خبر داد.